# Kansas City Chiefs 1990
La stagione 1990 dei Kansas City Chiefs è stata la 21ª nella National Football League e la 31ª complessiva.
La squadra terminò con un record di 11-5 centrando la prima qualificazione ai playoff dell'era di Marty Schottenheimer. Nel primo turno fu però eliminata dai Dolphins. A partire dal primo turno la squadra iniziò quello che sarebbe diventato un record NFL di gare consecutive interne con il tutto esaurito che si chiuse sono nell'ultima settimana della stagione 2009.

## Roster
| Roster dei Kansas City Chiefs nel 1989 |
| --- |
| Quarterback - 17 Steve DeBerg - 11 Steve Pelluer Running Back - 35 Christian Okoye FB - 23 Barry Word Wide Receiver - 86 Emile Harry - 80 Fred Jones - 83 Stephone Paige - 81 Robb Thomas - 84 Naz Worthen Tight End - 85 Jonathan Hayes - 87 Alfredo Roberts Offensive Linemen - 76 John Alt T - 77 Rich Baldinger G - 75 Irv Eatman T - 74 Derrick Graham G/T - 61 Tim Grunhard C - 72 Dave Lutz G - 79 Dave Szott G - 53 Mike Webster C Defensive Linemen - 99 Mike Bell DE - 98 Leonard Griffin DE - 63 Bill Maas DT - 97 Dan Saleaumua NT - 95 Tom Sims NT - 90 Neil Smith DE Linebacker - 55 Louis Cooper - 56 Dino Hackett - 57 Chris Martin - 58 Derrick Thomas Defensive Back - 20 Deron Cherry FS - 29 Albert Lewis CB - 24 J.C. Pearson CB - 45 Stan Petry CB - 27 Kevin Porter SS - 31 Kevin Ross CB - 46 Charles Washington FS Special Team - 4 Bryan Barker P - 8 Nick Lowery K                                                                                            |
| Legenda - I rookie sono in corsivo. - Il primo ruolo è il principale mentre gli eventuali successivi indicano i ruoli secondari. - (IR) sta per Injured Reserve ed indica la lista ristretta per un solo giocatore infortunato che può tornare ad allenarsi dopo la settimana 6 e a rientrare in prima squadra dopo che questa ha giocato 8 partite. - (NF-Inj.) / (NF-Ill.) stanno rispettivamente per Non-Football Injured e Non-Football Illness ed indicano le liste dove viene inserito un giocatore che ha un infortunio o una malattia non dipendente dal football americano. - (PUP) sta per Physically Unable to Perform ed indica la lista dove viene inserito un giocatore mentre è in attesa di recuperare la condizione fisica. Nella stagione regolare dopo la sesta partita giocata dalla propria squadra, il giocatore ha tempo tre settimane per riprendere ad allenarsi, più tre settimane aggiuntive dal suo rientro agli allenamenti per rientrare in prima squadra. |

## Calendario
| Stagione regolare |                    |                         |                    |                    |
| Turno             | Data               | Avversario              | Risultato          | Pubblico           |
| 1                 | 9 settembre 1990   | Minnesota Vikings       | V 24–21            | 68,363             |
| 2                 | 17 settembre 1990  | at Denver Broncos       | S 24–23            | 75,277             |
| 3                 | 23 settembre 1990  | at Green Bay Packers    | V 17–3             | 58,817             |
| 4                 | 30 settembre 1990  | Cleveland Browns        | V 34–0             | 75,462             |
| 5                 | 7 ottobre 1990     | at Indianapolis Colts   | S 23–19            | 54,950             |
| 6                 | 14 ottobre 1990    | Detroit Lions           | V 43–24            | 74,312             |
| 7                 | 21 ottobre 1990    | at Seattle Seahawks     | S 19–7             | 60,358             |
| 8                 | Settimana di pausa | Settimana di pausa      | Settimana di pausa | Settimana di pausa |
| 9                 | 4 novembre 1990    | Los Angeles Raiders     | V 9–7              | 70,951             |
| 10                | 11 novembre 1990   | Seattle Seahawks        | S 17–16            | 71,285             |
| 11                | 18 novembre 1990   | San Diego Chargers      | V 27–10            | 63,717             |
| 12                | 25 novembre 1990   | at Los Angeles Raiders  | V 27–24            | 65,710             |
| 13                | 2 dicembre 1990    | at New England Patriots | V 37–7             | 26,280             |
| 14                | 9 dicembre 1990    | Denver Broncos          | V 31–20            | 74,347             |
| 15                | 16 dicembre 1990   | Houston Oilers          | S 27–10            | 61,756             |
| 16                | 23 dicembre 1990   | at San Diego Chargers   | V 24–21            | 45,135             |
| 17                | 29 dicembre 1990   | at Chicago Bears        | V 21–10            | 60,262             |

### Playoff
| Playoff  |                |                   |           |          |
| Turno    | Data           | Avversario        | Risultato | Pubblico |
| Wildcard | 5 gennaio 1991 | at Miami Dolphins | S 17–16   | 67,276   |

## Classifiche
| AFC West                |    |    |   |      |     |      |     |     |     |
|                         | V  | S  | P | %    | DIV | CONF | PF  | PS  | STR |
| (2) Los Angeles Raiders | 12 | 4  | 0 | .750 | 6–2 | 9–3  | 337 | 268 | V5  |
| (5) Kansas City Chiefs  | 11 | 5  | 0 | .688 | 5–3 | 7–5  | 369 | 257 | V2  |
| Seattle Seahawks        | 9  | 7  | 0 | .563 | 4–4 | 7–5  | 306 | 286 | V2  |
| San Diego Chargers      | 6  | 10 | 0 | .375 | 2–6 | 5–9  | 315 | 281 | S3  |
| Denver Broncos          | 5  | 11 | 0 | .313 | 3–5 | 4–8  | 331 | 374 | V1  |